# Königskinder (1950)
Königskinder ist ein deutscher Spielfilm von Helmut Käutner. Er entstand 1949 und kam Anfang 1950 in die Kinos.

## Handlung
Es ist 1945, die verarmte Prinzessin Ulrike von Brandenburg ist mit einem Onkel und zwei Hofdamen auf der Flucht gen Westen, genauer nach Bayern, wo sich wohl noch ein Schloss der Brandenburger befindet.  Unterwegs werden sie von Tieffliegern beschossen, man verliert Gepäck, es landet im Fluss, ausgerechnet der Koffer mit den Kronjuwelen. 
In Bayern angekommen, müssen die Brandenburger feststellen, dass ihr neues Zuhause eine Burgruine ist. Notdürftig richtet man sich ein und versucht, das Beste aus der Situation zu machen. Die Bemühungen haben etwas tragisch-komisches, wenn sich die Hofdamen darum streiten, wie ein korrektes Begrüßungszeremoniell auszusehen habe, oder wenn sie beim örtlichen Arbeitsamt geeignete Dienerschaft für die Jagd beantragen, während man kaum eine Bratpfanne besitzt, geschweige denn Kartoffeln, um sie darin zu braten.
Der Onkel ist verwirrt und schmollt, die Hofdamen sind noch in einer untergegangenen Zeit befangen, nur die Prinzessin hat ausreichend Realitätssinn und Humor für die veränderte Lage. Und gewitzt muss sie schon sein, um die Zuzugserlaubnis zu erwirken und eine Arbeit zu finden, damit etwas Essbares auf die verrottete Schlosstafel kommt. 
Bei ihren Ausflügen in die Stadt gerät sie in eine Razzia und begegnet einem jungen Mann namens Paul, den ihre Ahnungslosigkeit amüsiert und der sich, mangels anderer Gelegenheit, die Dame kennenzulernen, einfach zusammen mit ihr von den Besatzungssoldaten verhaften lässt. Man teilt sich im umfunktionierten Luftschutzkeller Brot und eine Sitzbank und zu späterer Stunde auch noch ein Fläschchen Schnaps. Doch allzu vertraulich mag die Prinzessin nicht werden mit ihrem Verehrer.
Während sie diese ungewohnte Situation zu meistern hat, haben ihre Hofdamen und der Onkel mit einem noch ganz anderen Problem zu kämpfen. Auf der Burgruine ist eine Delegation von Verwandten des Bräutigams von Ulrike eingetroffen, um ein Wiedersehen für die Brautleute vorzubereiten und auch, um vorzufühlen, was denn wohl aus den Kronjuwelen geworden sei, die so dringend als Finanzgrundlage für ein standesgemäßen Leben in der neuen Zeit benötigt werden. Als Ulrike auf der Burg eintrifft, ist sie in arger Verlegenheit, einen vernünftigen Grund für ihre nächtliche Abwesenheit beizubringen, aber irgendwie werden die Verwandten besänftigt, ohne dass man den Verlust der Juwelen eingesteht.
In den folgenden Tagen tauchen immer wieder Fremde bei der Burg auf, zumeist örtlich stationierte Soldaten mit ihren deutschen Freundinnen, sowie die allerersten Touristen. Auch der junge Galan aus der Stadt lässt sich blicken und begreift sehr schnell, dass man mit der Burgruine eigentlich perfekt ein kleines Einkommen generieren kann, indem man die Besucher für ihre Neugier bezahlen lässt. Er kümmert sich um Instandsetzung von Ritterrüstungen und ähnlichem, die Hofdamen dürfen hübsche Souvenirs gestalten und Ulrike betätigt sich als Schlossführerin. Natürlich inkognito. Doch dann taucht Ulrikes Bräutigam überraschend auf und kurz darauf die restliche Verwandtschaft, u. a. ein Hofschranze, dessen primäres Interesse der Sicherung der Kronjuwelen und der Wahrung des schönen Scheins gilt. Eine verarmte Braut, die sich als Fremdenführerin betätigt, passt nun wirklich nicht ins Konzept. 
Ulrikes gewieftem Galan gelingt es, durch Leihgaben des örtlichen Theaters ein bisschen Pomp in ein Fest zu Ehren des Brautpaares zu bringen, doch diese Requisiten sind ebenso hohl und zerbrechlich, wie die ganze verlogene Fassade, die man hier aufzubauen versucht. Ulrike begreift, dass nicht nur Glanz und Gloria des früheren Lebens passé sind, sondern auch die Verbindung mit ihrem Prinzen falsch geworden ist, denn sie entdeckt, dass sie Paul liebt. Jener hat sich enttäuscht von der Burg geschlichen, als die Verlobung des hohen Paares bekannt gegeben werden soll. Ulrike löst ihre Verlobung und sucht ihren Paul. Als sie ihn findet, fragt sie ihn, wie er denn überhaupt heiße, so mit Nachnamen, worauf er sie in die Arme nimmt und ihr erklärt, er heiße "König".

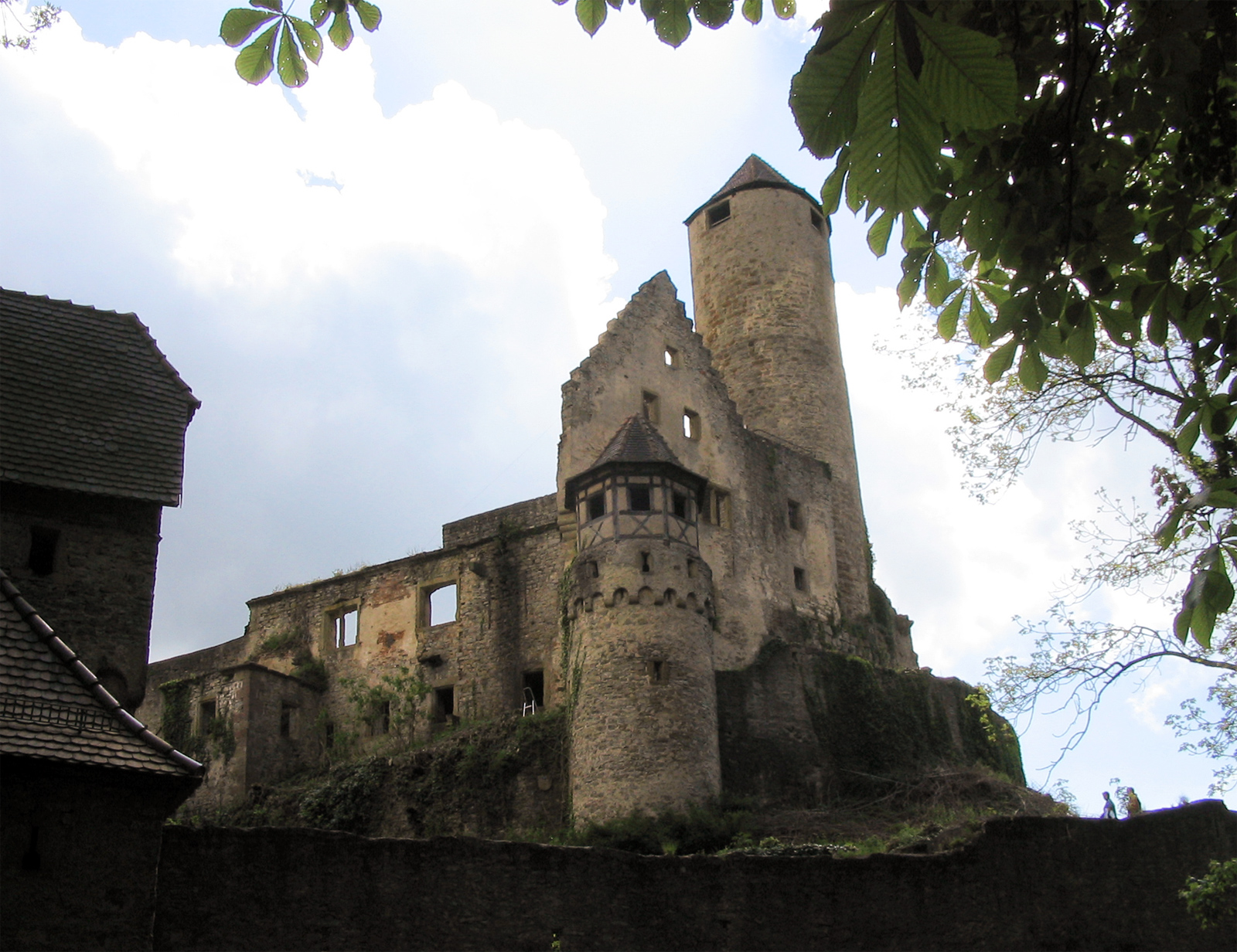
Burg Hornberg diente im Film als "Hohenbrandenburg"

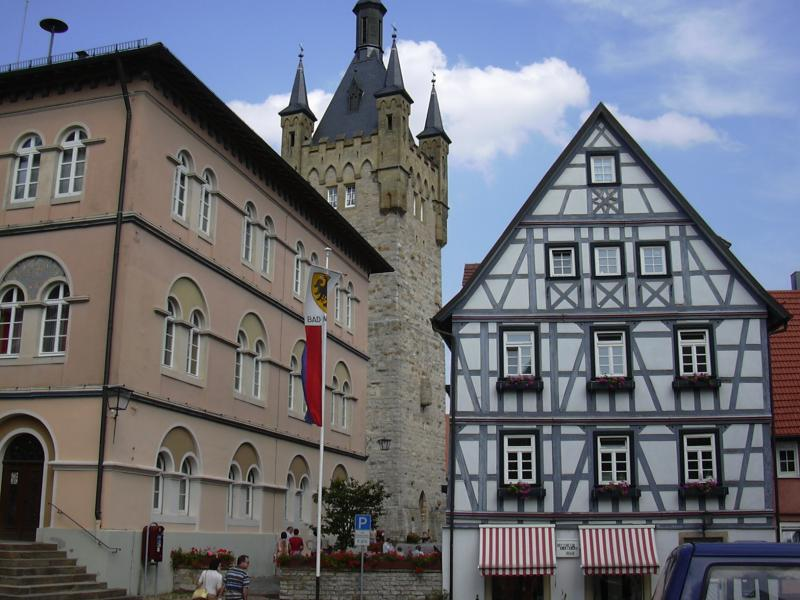
Blauer Turm und Rathaus (links) in Bad Wimpfen. Hier fand ein Teil der Außenaufnahmen statt.

## Produktionsnotizen
Der Film wurde von Mai bis Ende Juni 1949 in den Ateliers der Bavaria Film in Geiselgasteig sowie in Bad Wimpfen in Schwarzweiß gedreht. Als Außenkulisse diente außerdem die Burg Hornberg bei Neckarzimmern. Die Uraufführung erfolgte am 20. Januar 1950 in Krefeld (Capitol). Obwohl Königskinder überwiegend positive Kritiken erhielt, erwies sich der Film als größter kommerzieller Misserfolg in der Karriere von Helmut Käutner. Jenny Jugo war hier letztmals auf der Leinwand zu sehen. Zwar drehte sie im Folgejahr noch die deutsch-italienische Koproduktion Land der Sehnsucht, doch konnte diese aufgrund von Finanzierungsschwierigkeiten nicht fertig gestellt werden. Anschließend zog sie sich ins Privatleben zurück.

## Kritiken
„Lustspiel mit ein wenig Zeitkolorit und spärlichen satirischen Glanzlichtern.“